# دیونیسوس (ترانه)
«دیونیسوس» (به انگلیسی: Dionysus) ترانه‌ای از گروه پسرانهٔ کره‌ای بی‌تی‌اس است. این قطعه در ۱۲ آوریل ۲۰۱۹ به‌صورت دیجیتال، به‌همراه آلبوم چندآهنگهٔ نقشهٔ روح: پرسونا منتشر شد و سپس در آلبوم استودیویی ۲۰۲۰ گروه، نقشهٔ روح: ۷ قرار گرفت.

## جداول
| جدول (۲۰۱۹)                                        | بالاترین موقعیت |
| -------------------------------------------------- | --------------- |
| کانادا (۱۰۰ آهنگ داغ کانادا)                       | ۸۸              |
| مجارستان (۴۰ تک‌آهنگ برتر)                          | ۲۵              |
| ژاپن (۱۰۰ آهنگ داغ ژاپن)                           | ۶۵              |
| لیتوانی (آگاتا)                                    | ۲۴              |
| مالزی (آرآی‌ام)                                     | ۱۱              |
| اسلواکی (۱۰۰ تک‌آهنگ دیجیتال برتر)                  | ۹۵              |
| کرهٔ جنوبی (گائون)                                  | ۲۱              |
| کرهٔ جنوبی (۱۰۰ آهنگ داغ کی-پاپ بیلبورد)            | ۶               |
| مستقل بریتانیا (اوسی‌سی)                            | ۱۴              |
| فوران‌کننده زیر ۱۰۰ آهنگ داغ ایالات متحده (بیلبورد) | ۱۱              |